# Sisyropa melaleuca
Sisyropa melaleuca är en tvåvingeart som först beskrevs av Christian Rudolph Wilhelm Wiedemann 1830.  Sisyropa melaleuca ingår i släktet Sisyropa och familjen parasitflugor. Inga underarter finns listade i Catalogue of Life.